# Allocosa paraguayensis
Allocosa paraguayensis là một loài nhện trong họ wolfspinnen (Lycosidae).
Loài này thuộc chi Allocosa. Allocosa paraguayensis được Carl Friedrich Roewer miêu tả năm 1951.